# آرشي واتكينز
آرشي واتكينز (بالإنجليزية: Archie Watkins)‏ هو لاعب كرة قدم فيجي في مركز الهجوم، ولد في 15 سبتمبر 1989 في فيجي. لعب مع Suva F.C. ‏.

## وصلات خارجية
- آرشي واتكينز على موقع قاعدة بيانات كرة القدم.إي يو (الإنجليزية)
- آرشي واتكينز على موقع ناشيونال فوتبول تيمز (الإنجليزية)